# Gietella faialensis
Gietella faialensis Menier & Constantin, 1988 é uma espécie de escaravelho pertencente à família Gietellidae, endémica dos Açores, ocorrendo apenas na zona em torno do Vulcão dos Capelinhos.